# Kansas City Chiefs 1966
La stagione 1966 dei Kansas City Chiefs è stata la settima della franchigia nell'American Football League. Con un record nella stagione regolare di 11–2–1, i Chiefs vinsero la Western Division e batterono i Buffalo Bills bi-campioni in carica vincendo il loro secondo titolo AFL, il primo a Kansas City.
Negli anni precedenti la finale di campionato concludeva la stagione, ma non nel 1966, dopo la l'accordo per la fusione AFL-NFL raggiunto a giugno. I Chiefs furono invitati a giocare nel Super Bowl I, contro i Green Bay Packers campioni NFL del 1966. Dopo un competitivo primo tempo, gli sfavoriti Chiefs soccombettero nel secondo e i Packers vinsero per 35–10. 

## Calendario

### Stagione regolare

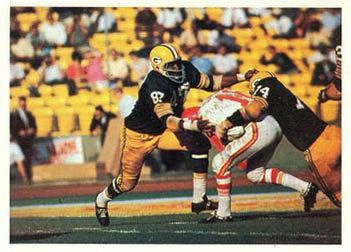
I Chiefs e i Packers nel Super Bowl I

| Stagione regolare |                    |                       |                    |                    |
| Turno             | Data               | Avversario            | Risultato          | Pubblico           |
| 1                 | Settimana di pausa | Settimana di pausa    | Settimana di pausa | Settimana di pausa |
| 2                 | 11 settembre       | at Buffalo Bills      | V 42–20            | 42,023             |
| 3                 | 18 settembre       | at Oakland Raiders    | V 32–10            | 50,746             |
| 4                 | 25 settembre       | at Boston Patriots    | V 43–24            | 22,641             |
| 5                 | 2 ottobre          | Buffalo Bills         | S 29–14            | 43,885             |
| 6                 | 8 ottobre          | Denver Broncos        | V 37–10            | 33,929             |
| 7                 | 16 ottobre         | Oakland Raiders       | S 34–13            | 33,057             |
| 8                 | 23 ottobre         | at Denver Broncos     | V 56–10            | 26,196             |
| 9                 | 30 ottobre         | Houston Oilers        | V 48–23            | 31,676             |
| 10                | 6 novembre         | San Diego Chargers    | V 24–14            | 40,986             |
| 11                | 13 novembre        | Miami Dolphins        | V 34–16            | 34,063             |
| 12                | 20 novembre        | Boston Patriots       | P 27–27            | 41,475             |
| 13                | 27 novembre        | at New York Jets      | V 32–24            | 60,318             |
| 14                | Settimana di pausa | Settimana di pausa    | Settimana di pausa | Settimana di pausa |
| 15                | 11 dicembre        | at Miami Dolphins     | V 19–18            | 17,881             |
| 16                | 18 dicembre        | at San Diego Chargers | V 27–17            | 28,348             |

### Playoff
| Playoff          |                 |                   |           |          |
| Turno            | Data            | Avversario        | Risultato | Pubblico |
| AFL Championship | 1º gennaio 1967 | at Buffalo Bills  | V 31–7    | 42.080   |
| Super Bowl I     | 15 gennaio 1967 | Green Bay Packers | S 35–10   | 61.946   |

## Classifiche
| AFL Western Division |    |    |   |      |     |     |     |     |
|                      | V  | S  | P | %    | DIV | PF  | PS  | STR |
| Kansas City Chiefs   | 11 | 2  | 1 | .846 | 5–1 | 448 | 276 | V3  |
| Oakland Raiders      | 8  | 5  | 1 | .615 | 4–2 | 315 | 288 | V1  |
| San Diego Chargers   | 7  | 6  | 1 | .538 | 2–4 | 335 | 284 | S1  |
| Denver Broncos       | 4  | 10 | 0 | .286 | 1–5 | 196 | 381 | S2  |

Nota: I pareggi non venivano conteggiati ai fini della classifica fino al 1972.